# Re dei Britanni
Il titolo di re dei Britanni fu utilizzato (spesso a posteriori) per indicare il sovrano più potente tra i Britanni, ovvero quei popoli di lingua celtica che abitavano le odierne Inghilterra, Galles e Scozia meridionale, la cui identità etnica è oggi mantenuta in Galles, Cornovaglia e  Bretagna. Il titolo fu utilizzato o attribuito sia prima che dopo l'occupazione romana della Britannia, fino alla conquista normanna  e successivamente . 
Lo stesso titolo fu utilizzato anche per indicare alcuni dei duchi di Bretagna nel IX secolo, anche se questo titolo fu per lo più tradotto con quello di re dei Bretoni. Questa pagina riguarda solo coloro che regnarono in Britannia (ad eccezione di Riotamo, che potrebbero aver governato anche su territori dell'Europa continentale.)
Almeno venti sovrani tra i Britanni insulari sono stati indicati con il titolo di re dei Britanni, mentre ad altri sono stati dati titoli simili. La tabella seguente contiene anche i supremi governanti gallesi dei periodi normanno e plantageneto - da questo momento solo il Galles (o parti di esso) rimasero sotto il dominio dei britanni e il termine britanni fu usato come sinonimo di gallesi (Cymri). Questo e il decrescente potere dei governanti gallesi a favore dei sovrani d'Inghilterra si riflette nella graduale evoluzione dei titoli con cui questi governanti erano conosciuti da "re dei Britanni" nell'XI secolo per "principe di Galles" in XIII secolo .
Anche se molti dei re dei Britanni ebbero la base del loro potere nel Gwynedd (Galles settentrionale), si trovano anche sovrani di altre aree a partire dal VII secolo dalla Dumnonia (Inghilterra sud-occidentale) allo Strathclyde (Scozia sud-occidentale) ad aver avuto questo titolo.

## Sovrani storici a cui fu dato il titolo dire dei Britanni(o titoli simili)
| Nome                            | Regno               | Base regionale del potere                                                     | Titolo o descrizione ricordate                                                                             | Fonte                                                                 | Note                                               |
| ------------------------------- | ------------------- | ----------------------------------------------------------------------------- | --- | --------------------------------------------------------------------- | -------------------------------------------------- |
| Cunobelino                      | ca. 9-ca. 41 d.C.   | terre dei trinovanti e dei catuvellauni                                       | Re dei britanni                                                                                            | Svetonio                                                              | forse retrospettivo                                |
| Interregno (occupazione romana) |                     |                                                                               | |                                                                       |                                                    |
| Vortigern                       | ca. metà V secolo   | ignoto                                                                        | Re dei britanni (ca. 449)                                                                                  | san Beda il Venerabile                                                | forse retrospettivo                                |
| Riotamo                         | ca. 469             | ignoto ma attivo in Gallia                                                    | Re dei brittoni (ca. 469)                                                                                  | Jordanes                                                              | potrebbe riferirsi solo ai bretoni in Gallia       |
| Ambrosio Aureliano              | ca. tardo V secolo  | forse nel sud                                                                 | Leader [dei britanni]; re tra tutti i re della nazione britannica                                          | Gildas; Historia Brittonum                                            | abbastanza contemporaneo; leggendario              |
| non nominato                    | ca. 545             | ignoto                                                                        | re sui britanni                                                                                            | Procopio                                                              | contemporaneo ma distante                          |
| Maelgwn Hir ap Cadwallon        | ?-549?              | Gwynedd                                                                       | re [che] regnò tra i britanni; re di Cambria; re dei britanni                                              | Historia Brittonum; Vita Sancti Bernachii; Vita Sancti Caranogii      | retrospettivo; leggendario; leggendario            |
| Urien ap Cynfarch               | ca. tardo VI secolo | Rheged                                                                        | re dei re; leader in battaglia della Britannia                                                             | Taliesin; Triadi gallesi                                              | lode contemporanea dei poeti; leggendario          |
| Selyf ap Cynan                  | ?-ca. 613           | Powys                                                                         | re dei britanni (ca. 613); leader in battaglia della Britannia                                             | Annali dell'Ulster; Triadi gallesi                                    | quasi contemporaneo; leggendario                   |
| Ceredig ap Gwallog              | ca. 614-617         | Elmet                                                                         | re dei britanni (614)                                                                                      | san Beda il Venerabile                                                | potrebbe riferirsi solo ai britanni dell'Elmet     |
| Cadwallon ap Cadfan             | ?-634               | Gwynedd                                                                       | re dei britanni (634)                                                                                      | san Beda il Venerabile                                                |                                                    |
| Idris Gawr                      | ?-635               | Meirionydd, nel Gwynedd                                                       | re dei britanni (635 (corretto dal 633)                                                                    | Annali dell'Ulster                                                    |                                                    |
| Owain                           | ?-645               | Strathclyde                                                                   | re dei britanni (645)                                                                                      | Annali dell'Ulster                                                    |                                                    |
| Cadwaladr ap Cadwallon          | ca. 654-ca. 664     | Gwynedd                                                                       | [re che] regnò tra i britanni                                                                              | Historia Brittonum                                                    | retrospettivo                                      |
| Geraint                         | ?670-ca. 710        | Dumnonia                                                                      | re dei gallesi (=britanni) (710)                                                                           | Cronaca anglosassone                                                  | potrebbe riferirsi solo ai britanni della Dumnonia |
| Rhodri Molwynog                 | ca. 712-754         | Gwynedd                                                                       | re dei britanni (754)                                                                                      | Annali del Galles                                                     | forse retrospettivo                                |
| Cynan ap Rhodri                 | 798-816             | Gwynedd (forse dal 754)                                                       | re dei britanni (816); Il Re (816)                                                                         | Annali dell'Ulster; Annali del Galles                                 |                                                    |
| Merfyn Frych ap Gwriad          | 825-844             | Gwynedd                                                                       | re dei britanni (829); Glorioso re dei britanni                                                            | Historia Brittonum; Crittogramma di Bamberg                           | contemporaneo                                      |
| Rhodri Mawr ap Merfyn           | 844-878             | Gwynedd, dall'855 anche Powys e dall'872 anche Seisyllwg                      | re dei britanni (878)                                                                                      | Annali dell'Ulster                                                    |                                                    |
| Anarawd ap Rhodri               | 878-916             | Gwynedd                                                                       | re dei britanni (916)                                                                                      | Annali del Galles                                                     |                                                    |
| Idwal Foel ap Anarawd           | 916-942             | Gwynedd                                                                       | re dei britanni (927)                                                                                      | Guglielmo di Malmesbury                                               |                                                    |
| Hywel Dda                       | 942-950             | Deheubarth (dal 920), dal 942 anche Gwynedd e Powys                           | re dei britanni (950)                                                                                      | Annali dell'Ulster e Annali del Galles                                |                                                    |
| Domnall mac Eogain              | 962-975             | Strathclyde                                                                   | re dei britanni (973)                                                                                      | Annali dell'Ulster                                                    |                                                    |
| Maredudd ab Owain               | 986-999             | Deheubarth e Gwynedd e Powys                                                  | re dei britanni (999)                                                                                      | Brut y Tywysogion                                                     |                                                    |
| Llywelyn ap Seisyll             | 1005-1023           | Gwynedd e Powys                                                               | re dei britanni (1023)                                                                                     | Annali dell'Ulster                                                    |                                                    |
| Iago ab Idwal                   | 1023-1039           | Gwynedd e Powys                                                               | re dei britanni (1039)                                                                                     | Annali dell'Ulster                                                    |                                                    |
| Gruffydd ap Llywelyn            | 1039-1063           | Gwynedd e Powys, dal 1057 anche il resto del Galles                           | re dei britanni (1063; 1058)                                                                               | Annali dell'Ulster; Brut y Tywysogion                                 |                                                    |
| Bleddyn ap Cynfyn               | 1069-1075           | Gwynedd e Powys e Seisyllwg                                                   | regnante [dei britanni?] (dal 1069)                                                                        | Brut y Tywysogion                                                     |                                                    |
| Rhys ap Tewdwr                  | 1079-1093           | Deheubarth (forse fino al 1081)                                               | regnante [dei britanni?] (dal 1079); [sostenitore del] regno dei britanni (1093);                          | Brut y Tywysogion                                                     |                                                    |
| Gruffydd ap Cynan               | 1136-1137           | Gwynedd (forse dal 1081)                                                      | Re del Galles (1137)                                                                                       | Brut y Tywysogion                                                     | forse retrospettivo                                |
| Owain Gwynedd                   | 1137-1170           | Gwynedd                                                                       | leader dei britanni (1146); Re del Galles, principe del Galles                                             | Brut y Tywysogion; contemporanei                                      |                                                    |
| Rhys ap Gruffydd                | 1171-1197           | Deheubarth (dal 1155)                                                         | capo di tutti i gallesi (1197); principe dei gallesi (1184), Principe di Galles                            | Brut y Tywysogion; contemporanei                                      |                                                    |
| Llywelyn Fawr                   | 1208-1240           | Gwynedd (dal 1194), dal 1208 anche Powys, dal 1216 anche Deheubarth           | principe dei gallesi (1228), Principe di Galles (1240); principe di Aberffraw e Lord di Snowdon (dal 1230) | Brut y Tywysogion; contemporanei                                      | forse retrospettivo;                               |
| Dafydd ap Llywelyn              | 1240-1246           | Gwynedd                                                                       | Principe di Galles (dal 1220)                                                                              | trattato con l'Inghilterra                                            |                                                    |
| Llywelyn ap Gruffydd            | 1258-1282           | Gwynedd (dal 1246), a quei tempi anche Powys e Deheubarth                     | Principe di Galles (1264; 1258; 1267)                                                                      | Brut y Tywysogion; trattato con la Scozia; trattato con l'Inghilterra |                                                    |
| Interregno inglese              |                     |                                                                               | |                                                                       |                                                    |
| Owain Glyndŵr                   | 1400-1410           | parte nord del Powys, dal 1404/1405 tutto il Galles, dal 1409 solo il Gwynedd | Principe di Galles (dal 1400)                                                                              | documenti contemporanei come la cerimonia di incoronazione del 1404   |                                                    |